# 穆法特拉

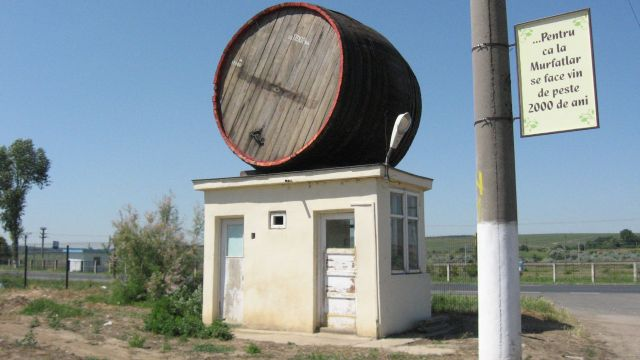

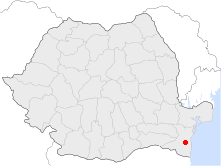

穆法特拉（羅馬尼亞語：Murfatlar）是羅馬尼亞的城鎮，位於該國東南部，距離首府康斯坦察18公里，由康斯坦察縣負責管轄，面積66.87平方公里，海拔高度110米，2009年人口10,946，大多數居民信奉東正教。